# 아리타정
아리타정(일본어: 有田町)은 일본 사가현 서부에 있는 니시마쓰우라군의 정이다. 임진왜란 이후 조선에서 들여온 사기장 이삼평의 기술과 아리타 지역의 고령토로 제조된 일본의 전통 공예품 중 하나인 아리타 도자기의 산지로 알려져 있다.
2006년 3월 1일에 니시아리타정과 아리타정이 대등 합병해 새로운 아리타정이 성립했다.

## 지리
사가현 서부에 위치하고 정의 남서부에서 남부를 걸쳐 나가사키현과 접한다. 면적의 약 70%를 삼림이나 산악이 차지한다. 정을 분단해 이마리만으로 연결되는 아리다강을 사이에 두는 지형이 특징적이다.

### 인접한 자치체
- 사가현
  - 이마리시, 다케오시
- 나가사키현
  - 사세보시, 히가시소노기군 하사미정

## 역사
- 1889년 4월 1일 - 정촌제 시행과 함께 사라야마촌이 정으로 승격해 아리타정이 되었다. 동시에 신촌·마가리카와촌·오야마촌이 성립하였다.
- 1896년 11월 13일 - 신촌에서 아리타촌으로 명칭을 변경하였다.
- 1947년 1월 1일 - 아리타촌이 정으로 승격해 히가시아리타정이 되었다.
- 1954년 4월 1일 - 아리타정과 히가시아리타정이 대등 합병해 새로운 아리타정이 성립하였다.
- 1955년 4월 1일 - 니시마쓰우라군 마가리카와촌과 오야마촌이 대등 합병해 니시아리타촌이 성립하였다.
- 1965년 4월 1일 - 니시아리타촌이 정으로 승격해 니시아리타정이 되었다.
- 2006년 3월 1일 - 아리타정과 니시아리타정이 대등 합병해 새로운 아리타정이 성립하였다.

## 교통

### 철도
- 규슈 여객철도 사세보선
- 마쓰우라 철도 니시큐슈선

### 도로
- 국도 35호선
- 국도 202호선
- 국도 498호선

## 자매 도시
- 독일 작센주 마이센
- 중화인민공화국 장시성 징더전시

## 같이 보기
- 가라쓰 도기